# Эндр и Луара
Эндр и Луара (фр. Indre-et-Loire) — департамент Франции, один из департаментов региона Центр — Долина Луары. Порядковый номер — 37. Административный центр — Тур. Население — 605 819 человек (2010).

## География
Площадь территории департамента составляет 6127 км².
Департамент включает 3 округа, 37 кантонов и 277 коммун.

## История
Департамент назван по имени двух основных рек (Луара и Эндр) на его территории.
Эндр и Луара — один из первых 83 департаментов, образованных во время Великой французской революции в марте 1790 года. Возник на территории бывшей провинции Турень и частей Орлеанэ, Пуату и Анжу.

## Достопримечательности
- Кло-Люсе — дом в городе Амбуаз, которым владел и в котором умер Леонардо да Винчи
- Королевский Амбуазский замок в городе Амбуаз
- «Дамский замок» Шенонсо
- Замок Монпупон
- замок Вилландри с великолепными садами
- Замок Азе-лё-Ридо
- Замок Юссе - прототип замка в сказке «Спящая красавица» Шарля Перро
- Замок Шинон
- Замок Ланже